# 퀴놀론계 항생제
퀴놀론계 항생제(quinolone antibiotic)는 광범위 항생제에 포함되는 항생제의 큰 그룹으로, 4-퀴놀론과 중심의 두고리 구조를 공유하는 물질들이다. 의학과 수의학에서 세균의 감염을 치료하기 위해 이용되며, 동물과 관련해서는 가금류 축산업에서 널리 이용된다.
현재 사용되는 거의 모든 퀴놀론계 항생제는 플루오로퀴놀론(fluoroquinolones)이다. 플루오로퀴놀론은 플루오린 원자가 포함되어 있으며 그람 양성균과 음성균 모두에 효과적이다. 플루오로퀴놀론에는 전 세계적으로 널리 사용되는 항생제 중 하나인 시프로플록사신 등이 포함된다.

## 의학적 사용

레보플록사신

트로바플록사신

플루오로퀴놀론은 비뇨생식계 감염에 종종 사용되며 도뇨관 관련 원내감염에도 널리 쓰인다. 지역사회 감염의 경우 다제내성의 위험 인자가 존재하거나, 다른 항생제로 치료하는 것에 실패했을 때만 플루오로퀴놀론 사용이 권장된다. 그러나 중증 급성 신우신염이나 입원이 필요할 정도의 세균성 전립선염에서는 플루오로퀴놀론이 일차 치료제로 권장되기도 한다.
겸형 적혈구 빈혈증 환자는 살모넬라(Salmnella)로 인한 골수염 발생 위험이 올라가는데, 플루오로퀴놀론은 테트라사이클린처럼 뼈 조직을 킬레이트화하지 않고 뼈 조직으로 들어갈 수 있으므로 치료에 쓰일 수 있다.
병원감염성 폐렴 치료에 관한 임상진료지침에서 플루오로퀴놀론이 일차 치료제 중 하나로 권장된다.